# Dolichogaster brevicornis
Dolichogaster brevicornis är en tvåvingeart som först beskrevs av Christian Rudolph Wilhelm Wiedemann 1821.  Dolichogaster brevicornis ingår i släktet Dolichogaster och familjen Mydidae. Inga underarter finns listade i Catalogue of Life.